# Palmares (Belo Horizonte)
Palmares é um bairro de classe média-alta  da região Nordeste de Belo Horizonte. Ele se estende do Anel Rodoviário à Av. Bernardo Vasconcelos.
O bairro fica ao lado das regiões da Pampulha e Noroeste. As principais vias são a Av. José Cleto, a Rua Coronel Jairo Pereira, Av. Bernardo Vasconcelos e Rua Nicolina Pacheco. O principal acesso ao bairro se dá pela Av. Cristiano Machado. O bairro também pode ser acessado pela Av. Bernardo Vasconcelos, pela Rua Jacuí ou pelo Anel Rodoviário, através da Rua do Contorno e da Rua Nicolina Pacheco.
O bairro possui uma área verde (Parque Ecológico Renato Azeredo) e o famoso Monte Palmares, conhecido mirante com vista privilegiada e conhecido ponto religioso. A principal escola  pública da região é a E. E. Isabel da Silva Polck, e a principal escola privada é o Colégio Maximus. De idiomas, há os centros de ensino Fisk e Number One. Outro excelente atrativo educacional, é o rapido acesso às mais conceituadas universidades do Estado, como a segunda maior unidade da PUC-Minas no bairro São Gabriel, e a maior unidade da UFMG, no bairro Pampulha. Um outro ponto forte do bairro é a presença de 4 (quatro) núcleos de esportes: Escola de Esportes do Colégio Maximus; César Esportes (onde funciona a escolinha de futebol do Cruzeiro); Jorge Valença (onde funciona a escolinha de futebol do Galo); e Aquaesportes.
O bairro Palmares surgiu na década de 1980, com um zoneamento que só permitia a construção de casas de até 2 andares em lotes de no mínimo 360 metros quadrados. Com isso o crescimento inicial do bairro foi lento. Durante muitos anos a região manteve um aspecto interiorano, com fazendas e pastos. O gado podia ser visto andando solto pelas ruas. Posteriormente, foi permitida a construção de prédios, aumentando rapidamente a população do bairro, integrando inclusive, a área do antigo bairro Maria Virgínia, o que agregou ao bairro Palmares excelente nível de localização com acesso rápido às principais vias da cidade.
Situado em frente ao Minas Shopping, Extra Hipermercados e ao lado do Ouro Minas Palace Hotel e da sede estadual dos Correios no Anel Rodoviário. Suas principais vias são a Av. José Cleto, Rua Coronel Jairo Pereira, Av. Bernardo Vasconcelos e Rua Nicolina Pacheco. Possui ampla estrutura comercial como suporte aos moradores de seus conjuntos e casas, com presença de churrascarias, restaurantes, supermercados, hipermercados, farmacias, diversos bancos, bares, chopperias e em breve Street Palmares, mais um ponto de referência do bairro Palmares.